# Lithothamnion novae-zelandiae
Lithothamnion novae-zelandiae Foslie, 1929  é o nome botânico  de uma espécie de algas vermelhas  pluricelulares do gênero Lithothamnion, subfamília Melobesioideae.
- São algas marinhas encontradas na Nova Zelândia.

## Sinonímia
- Não apresenta sinônimos.